# Josua Wegelin

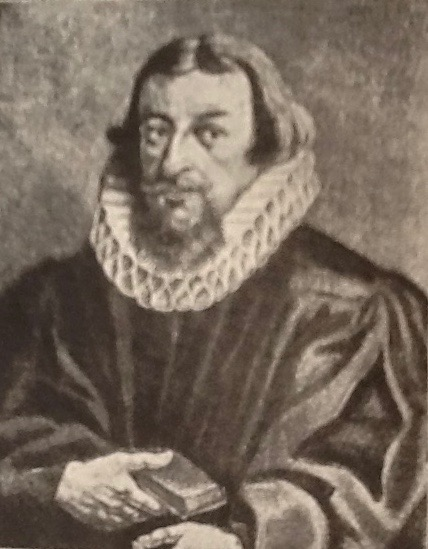
Dr. Theol. Josua Wegelin (1604–1640)

Josua Wegelin (* 11. Januar 1604 in der Reichsstadt Augsburg, HRR; † 14. September 1640 in Preßburg, Königreich Ungarn) war ein evangelisch-lutherischer Theologe und Liederdichter.

## Herkunft
Josua Wegelin entstammte einer eingesessenen Augsburger Bürgerfamilie. Der Großvater Michel Wegelin (~ 1540–1619) war ‚Bürger und Weber’ zu Augsburg.
Der ebenfalls in Augsburg geborene Vater, Johannes Wegelin (1568–1627), studierte an den Universitäten Tübingen alte Sprachen und Philosophie (1588–1590, ‚Magister Phisosophiae’) und in Wittenberg (1590–1593) evangelische Theologie. Seit 1595 wirkte er als Prediger u. Inspektor z. d. ‚Barfüßerrn’ sowie „Ephorus Colegii“ in Augsburg.
Am 28. Januar 1598 heiratete Johannes Wegelin in Augsburg Eva Christina Sauter (1578–?). Aus der Ehe gingen vier Söhne und drei Töchter hervor.

## Leben
Josua Wegelin erhielt seine Grundausbildung im heimischen Augsburg. Seine Studien setzte er an den Universitäten Jena (1621), Tübingen (1622) und Straßburg (1623) fort. Die Magisterwürde erwarb er am 15. Februar 1626 (Tübingen). Seine Ordination zum Pfarrer erfolgte am 10. Mai 1627 in Buchsweiler, wo er auch seine erste Pfarrstelle antrat. Von dort wurde er auf das vierte Diakonat der Barfüßerkirche zu Augsburg berufen und am 25. Juli 1627 in sein Amt eingeführt.
Bereits 1629 war Wegelin wegen der strengen Anwendung des Restitutionsedikts Kaiser Ferdinand II. gemeinsam mit dreizehn anderen Amtsbrüdern gezwungen, Augsburg zu verlassen. Drei Jahre verbrachte er im Exil. Erst als König Gustav II. Adolf von Schweden am 24. April 1632 seinen siegreichen Einzug in Augsburg hielt, konnte Wegelin nach Augsburg zurückkommen. Er wurde zum Archidiakonus an der Barfüßerkirche ernannt. 1633 wurde er Pfarrer an der Hospitalkirche zum Heiligen Geist in Augsburg. Aber auch diese Tätigkeit war nur von kurzer Dauer, da nach der Schlacht bei Nördlingen das Restitutionsedikt in Augsburg wieder zur Anwendung kam. Uns so musste Wegelin 1635 Augsburg endgültig verlassen.
Als Vertriebener und „Heimatloser“ führten ihm seine Wege bis in das Königreich Ungarn. Er kam nach Preßburg, eine damals bedeutende Krönungsstadt der ungarischen Herrscher im äußersten Westen des Ungarischen Königreiches gelegen, jedoch ethnisch und wegen seiner Grenznähe eher dem deutschen Sprachraum angehörig. Nach einigem Umherirren fand Wegelin in Preßburg eine ihm angemessene Stellung als erster Prediger der Deutschen Evangelischen Kirchengemeinde A.B und Senior des Kontuberniums. Seine Installation in dieses Amt erfolgte am 17. September 1635.
Wegelin war beim Bau der ersten deutschen evangelischen Kirche in Preßburg intensiv engagiert und beteiligt. Am 18. Dezember 1638 konnte er, als Senior der Gemeinde die Dankpredigt gelegentlich der glücklichen Vollendung des Kirchenbaus halten. Er war ein Mann von tiefer Gelehrsamkeit, das beweist auch seine Kirchweihpredigt – mit zahlreichen Zitaten von Martin Luther, sowie vielen Stellen aus der Bibel, die in den Ursprachen zitiert wurden. Das eigentliche Kirchweihfest wurde am 20. und 21. Dezember 1638 begangen. Wegelin weihte die Kirche auf den Namen der ‚Heiligen Dreifaltigkeit‘. Einige Zeit später erschien auch eine gedruckte Festschrift mit seiner Predigt, sowie einer ausführlichen Beschreibung des ganzen Weiheaktes. 1640 wurde sie in Preßburg gedruckt und erschien unter den Namen: „Sermo dedicationis, An- und Einzugspredigt in dem erneuerten Hause Gottes, der evangelischen Kirchen zu Preßburg“.

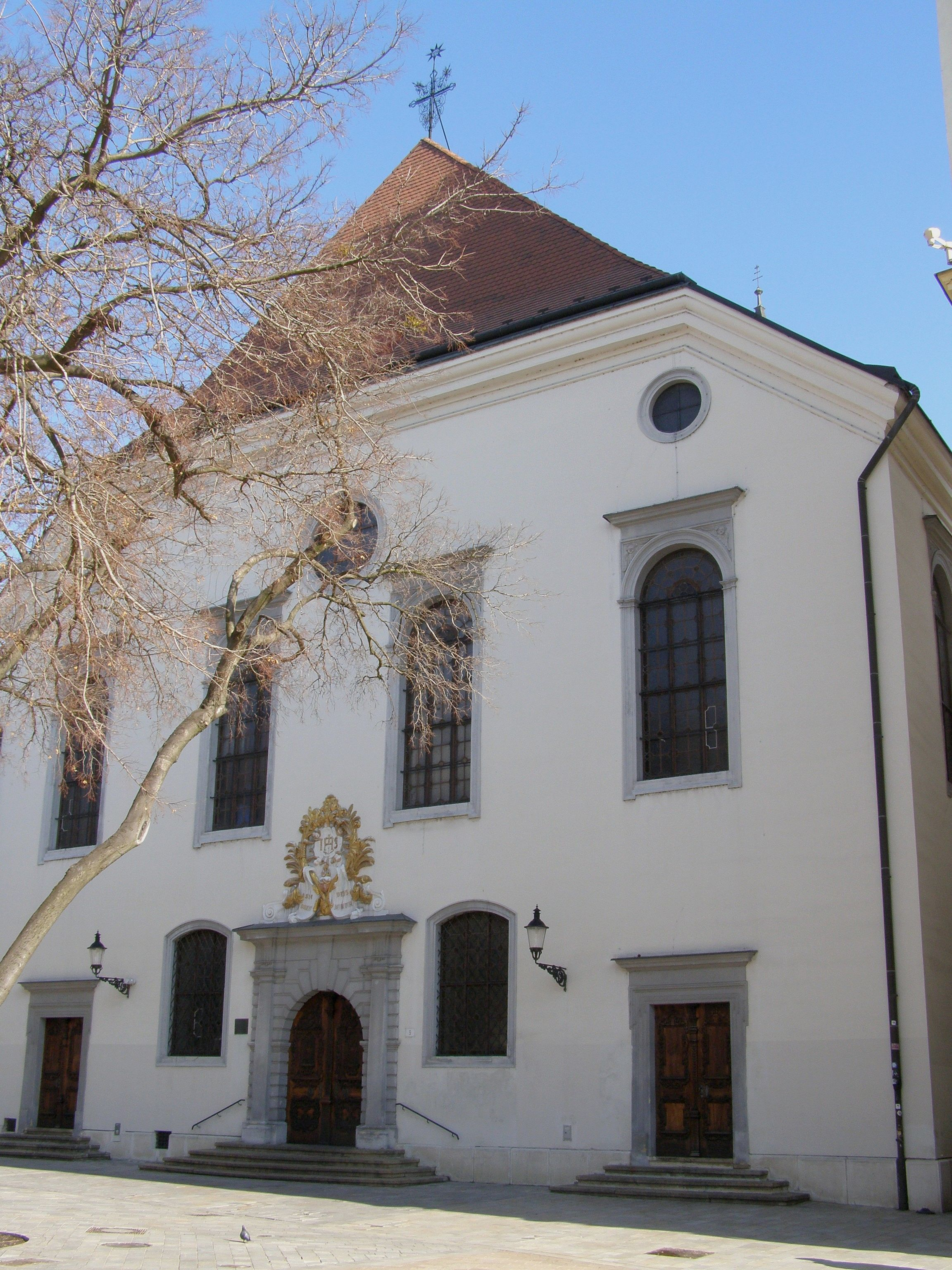
Die erste deutsche evangelische Kirche zu Preßburg (heute Jesuitenkirche in Bratislava)

Verheiratet war Wegelin in erster Ehe mit Anna Elisabeth Zunisch, aus dieser Ehe ging ein Sohn Siegmund hervor (am 14. August 1637 getauft). In zweiter Ehe heiratete er am 23. Januar 1640 die Witwe Elisabeth von Reinberg, geb. Pauer. Diese Ehe hatte nur eine kurze Dauer, da Wegelin bereits im September 1640 ganz plötzlich und unerwartet verstarb.

## Schriften
Wegelin schrieb etliche theologische Andachtsbücher und Lieder, die überwiegend in Süddeutschland erschienen und gerne gelesen wurden:
- Andächtige Versöhnung mit Gott, die uns hilft aus aller Not, Augsburg 1635; diese Schrift erschien später unter dem Titel Augsburger Betbuch, Nürnberg 1648
- Hand-, Land- und Standbüchlein, Nürnberg 1637

Nach seinem Tode erschienen alle seine geistlichen Arbeiten gesammelt unter dem Titel:
Gebete und Lieder, Nürnberg 1660

## Lieder
Wegelin war auch der Verfasser einiger geistiger Lieder, die für die gesamte deutschsprachige evangelische Kirche von Bedeutung sind. Im Jahre 1636 dichtete er das Himmelfahrtslied Auf Christi Himmelfahrt allein das bereits 1654 in Dilherr's Gesang-Buch in Nürnberg aufgenommen wurde. Johann Sebastian Bach verwendete die erste Strophe dieses Liedes für den Eingangschoral in seiner Kantate „Auf Christi Himmelfahrt allein“ (BWV 128). Dieses Lied ist auch im Evangelischen Gesangbuch (EG Nr. 122) in der Bearbeitung von Ernst Sonnemann zu finden.
Im Gesangbuch der ehemaligen Deutschen Evangelischen Gemeinde in Preßburg aus dem Jahre 1896 wurden von Josua Wegelin folgende drei Lieder abgedruckt:
- Nr. 120: Auf Christi Himmelfahrt allein
- Nr. 464: Nun dankt, ihr Christen, alle Gott
- Nr. 533: Ach Gott, lass dir befohlen sein

## Rezeption
Josua Wegelin gehört neben Matthias Bel und Carl Eugen Schmidt zu den bedeutendsten Pfarrherren der Deutschen Evangelischen Kirchengemeinde in Preßburg. Einer der bedeutendsten Theologen seiner Zeit, dessen Reputation auch heute noch anhält.